# Aurél Stromfeld

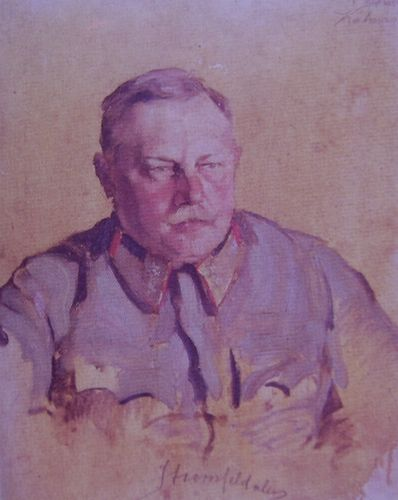
Aurél Stromfeld, dargestellt von einem unbekannten Künstler; 1919

Aurél Stromfeld (* 19. September 1878 in Budapest, Ungarn; † 10. Oktober 1927, ebenda) war ein Offizier der österreichisch-ungarischen Armee und nach dem Zusammenbruch der Donaumonarchie Generalstabschef der Roten Armee der kurzlebigen Ungarischen Räterepublik.

## Leben
Der im Budapester Stadtteil Újpest in einer deutschsprachigen Familie geborene Aurél Stromfeld schlug eine militärische Laufbahn ein und war während des Ersten Weltkriegs hauptsächlich als Stabschef verschiedener Armeekorps der k.u.k. Armee tätig. So fungierte er von April bis Mai 1915 als interimistischer Chef des Stabes des XIII. Korps. Von August 1915 bis April 1917 war er Stabschef des von General Johann Ritter von Henriquez kommandierten und nach diesem benannten Korps Henriquez, das später nach seinem neuen Kommandeur General Emmerich Hádfy von Livno in Korps Hádfy umbenannt wurde. Im April 1917 folgte eine neuerliche Umbenennung dieses Korps in XXVI. Korps. Stromfeld blieb bis zum Kriegsende Stabschef dieses an der Isonzofront eingesetzten Korps. Noch als Hauptmann hatte er auch ein Buch über die moderne Armeeorganisation geschrieben.
Nach dem Zusammenbruch der Donaumonarchie hatte auch die noch von Kaiser Karl I. eingesetzte ungarische Regierung unter Mihály Károlyi die Selbständigkeit Ungarns als Republik erklärt. Der neue Staat sah sich nicht nur mit gewaltigen sozialen und wirtschaftlichen Problemen als Folge des Weltkriegs konfrontiert, sondern auch mit den von den Ententemächten unterstützten umfangreichen Gebietsforderungen der Tschechoslowakei, Rumäniens und des SHS-Staates. Die Besetzung weiter Teile des einstigen Königreichs Ungarn durch tschechoslowakische, rumänische, jugoslawische und französische Truppen und die nationale Verbitterung der Ungarn über die Verminderung ihres historischen Territoriums trugen wesentlich zum Sturz der Regierung Károlyi am 21. März 1919 bei. Die bisher bürgerliche Republik wurde nun durch eine Räterepublik unter Führung von Béla Kun ersetzt.
Bereits drei Tage nach ihrem Amtsantritt verfügte die neue Räteregierung die Aufstellung einer Roten Armee, welche die „Invasoren“ zurückschlagen sollte. Von Patriotismus getrieben, meldeten sich zahlreiche Ungarn zum Dienst in der neuen Roten Armee, darunter auch viele Offiziere und Unteroffiziere der einstigen k.u.k. Armee wie beispielsweise Oberst Aurél Stromfeld. Zunächst aber ergriffen die der Räterepublik feindlich gesinnten Nachbarstaaten die militärische Initiative, allen voran Rumänien, dessen Truppen schon bald bis zur Theiß vordrangen (vgl. dazu auch Ungarisch-Rumänischer Krieg), und die Tschechoslowakei, deren Truppen am 2. Mai die Industriestadt Miskolc besetzten und das für die Räterepublik wichtige Bergbaugebiet um Salgótarján bedrohten.
Die krisenhafte militärische Entwicklung hatte auf ungarischer Seite eine Neuordnung der Befehlsverhältnisse zur Folge. Am 21. April wurden alle gegen die Rumänen kämpfenden Militäreinheiten einem einheitlichen Oberkommando unterstellt und Aurél Stromfeld zu dessen Stabschef ernannt. Am 6. Mai 1919 wurden schließlich alle Einheiten der Roten Armee diesem Oberkommando unterstellt, womit Stromfeld zum Generalstabschef der gesamten Roten Armee avancierte. Er hatte maßgeblichen Anteil daran, dass der Mitte Mai 1919 eingeleitete ungarische Gegenangriff nicht nur zu einer Niederlage der Tschechen im Raum Salgótarján und zur Wiedergewinnung von Miskolc führte, sondern auch zur Eroberung weiter Teile Oberungarns (heute zur Slowakei gehörend) und zur Ausrufung einer Slowakischen Räterepublik am 16. Juni 1919 in Prešov.
Die erfolgreiche ungarische Nordoffensive hatte in der ersten Junihälfte diplomatische Noten der Ententemächte an die ungarische Räteregierung zur Folge, in denen die sofortige Einstellung der Kampfhandlungen und der Rückzug der Roten Armee hinter die auf der Pariser Friedenskonferenz festgelegte Demarkationslinie gefordert wurden. Da die letzte dieser Noten die Zusage enthielt, dass bei Erfüllung dieser Forderungen auch die von der rumänischen Armee besetzten Gebiete geräumt würden, entschloss sich die Räteregierung nach scharfen internen Auseinandersetzungen zu deren Annahme. Aurél Stromfeld und andere Militärführer der Roten Armee erhoben gegen diese Entscheidung mit der Begründung Protest, dass die Note keinerlei Garantien enthielt, dass sich die rumänischen Truppen auch wirklich aus Ostungarn zurückziehen würden. Als die Räteregierung den Rückzug aus den eroberten Gebieten anordnete, trat Aurél Stromfeld aus Protest gegen diese Entscheidung am 1. Juli 1919 als Generalstabschef zurück. 
Die Entscheidung zum Rückzug hatte die Räterepublik mit Stromfeld nicht nur einen ihrer fähigsten militärischen Organisatoren und Strategen gekostet, sondern – was noch wesentlich schwerer wog – auch ihr Ansehen bei den Soldaten, die nicht verstanden, warum die unter großen Mühen eroberten Gebiete wieder aufgegeben wurden, irreparabel beschädigt. Dadurch wurden auch jene gegenrevolutionären Kräfte Ungarns begünstigt, die von Anfang an auf einen Sturz der Räterepublik hingearbeitet hatten. Dieser erfolgte schließlich am 1. August 1919, nachdem eine letzte Offensive der Roten Armee gegen die rumänischen Truppen gescheitert war.
Aurél Stromfeld wurde nach dem Untergang der Räterepublik von der neuen Regierung unter Reichsverweser Miklós Horthy, zu der er jeglichen Kontakt vermied, verhaftet und zu drei Jahren Gefängnis verurteilt. Sein militärischer Rang, seine Pension und seine Auszeichnungen wurden ihm aberkannt. Als er 1921 freigelassen wurde, war er gezwungen, als einfacher Arbeiter in einer Hutfabrik zu arbeiten. Schon nach kurzer Zeit wurde er jedoch in das Büro der Firma versetzt und brachte es schließlich zu deren Verwaltungschef. 1923 wurde Stromfeld erneut verhaftet und verbrachte sechs Monate im Arrest. In diesem Jahr hatte er auch Verbindung mit der Ungarischen Kommunistischen Partei aufgenommen, deren Mitglied er seit 1925 war. 1928, im Jahr nach seinem Tod, erschien sein zweites Buch Készül az új háború! („Rüstung für den neuen Krieg“).

## Ehrungen
Die ungarische Post ehrte den einstigen Generalstabschef der Roten Armee der Ungarischen Räterepublik 1952 mit einer Sondermarke, die sein Bild trug.

### Wissenschaftliche Werke
- Tibor Hetés: Stromfeld Aurél. Kossuth Könyvkiadó, Budapest 1967 (Auch: Zrinyi Katonai Kiadó, Budapest 1978, ISBN 963-326-053-1) (ungarisch).
- Kálmán Nagy: Stromfeld Aurél. Művelt Nép, Budapest 1952 (ungarisch).

### Belletristik
- Péter Földes: Vom jenseitigen Ufer. Lebensroman über Aurél Stromfeld. Ins Deutsche übertragen von Tilda und Paul Alpári. Deutscher Militärverlag, Berlin 1962.